# Американский папаша! (сезон 1)
Американский папаша! — первый сезон мультсериала, начался 6 февраля 2005 года и закончился 14 мая 2006 года. Состоит из 23 серий. Первые 13 серий вышли на DVD 25 апреля 2006 года. Последние 10 серий вышли на DVD вместе с первыми 9 сериями второго сезона 15 мая 2007 года.

## Критика
Премьера сезона и серий; Pilot показали после премьеры Супербоул XXXIX. Серия наблюдалась 15 100 000 зрителями, кроме того, сезон был наменирован на премию Golden Reel Award за серию «Homeland Insecurity».
Первый сезон был встречен со смешанными обзорами. Некоторые критики прокомментировали сезон положительно, такие как DVD Fanatic, которые дали сезону оценку «B». Веб-сайт заявил что «Сериал ещё, возможно не полный, но он показывает больше обещания чем первый сезон Футурамы», и перечислили серии «Homeland Insecurity», «Deacon Stan, Jesus Man», и «Stan of Arabia» как лучшие серии сезона. IGN написал смешанное заявление в своём обзоре «Американский папаша! доказывает право критиков — оно часто походит на „Гриффинов“. Стэн — идиот, Роджер и Клаус очень похожи на Стьюи и Брайана, и голос Фрэнсин очень причинен. Несомненно, есть различия, но есть много моментов, когда персонажи — точно такие же. Это — не обязательно плохой сериал, но если вы не поклонник Гриффинов, вы не можете быть огромным поклонником этого сериала, тоже». Однако, веб-сайт полагал, что сериал показал усовершенствование к концу сезона, говоря «как только вы смотрите сезон, шоу становится совершенно веселым, и юмор действительно отделяет от Гриффинов. Такое чувство, что это занимало время для авторов, чтобы привыкнуть к не наличию визиток Гриффинов, и наконец схватывалось с новым форматом.», и перечислили серии «Deacon Stan, Jesus Man» и «Bullocks to Stan» как лучшие серии сезона.

## Пилотная серия
| Заголовок | Режиссёр(ы)    | Сценарист(ы)                               | Дата показа |
| --- | -------------- | ------------------------------------------ | ----------- |
| «Inside the CIA» В ЦРУ | Сет Макфарлейн | Сет Макфарлейн, Майк Баркер и Мэтт Витзмен | 2005        |
| Видео Стэна уничтожено постоянным прерыванием его семьёй, включая Роджера, которого Стэн выдаёт за ребёнка выкурившего марихуану, объясняя странную внешность. Хейли находит камеру и начинает жаловаться на правительство. В отчаянии, Стэн стреляет в камеру, которая перестаёт работать от второй пули. |                |                                            |             |

## Серии
| № | #  | Заголовок                                                                | Режиссёр(ы)             | Сценарист(ы)                              | Дата показа      | Код    | Просмотры (В миллионах) |
| --- | -- | ------------------------------------------------------------------------ | ----------------------- | ----------------------------------------- | ---------------- | ------ | ----------------------- |
| 1 | 1  | «Pilot» Пилотная серия                                                   | Рон Хюарт               | Сет Макфарлейн, Майк Баркер, Мэтт Витзмен | 6 февраля 2005   | 1AJN01 | 15.10                   |
| Стив расстроен, что у него так и не получается пригласить на свидание девушку. Даже собака, купленная Стэном, не помогает в этом. Роджер делает домашнюю работу за Хейли, но в самый ответственный момент подводит её. |    |                                                                          |                         |                                           |                  |        |                         |
| 2 | 2  | «Threat Levels» Уровень тревоги                                          | Брент Вудс              | Дэвид Цукерман                            | 1 мая 2005       | 1AJN02 | 9.47                    |
| Стэн случайно принес домой вирус, разработанный ЦРУ, и тем самым посадил всю семью на карантин. Вирус «заразил» (а точнее напугал) множество соседей и заставил их выставить свои дома на продажу, что побудило Фрэнсин заняться бизнесом в сфере недвижимости. Хейли использует один из подведомственных её матери домов как приют для бездомных. А вот её брат решает зарабатывать деньги иным способом…                                |    |                                                                          |                         |                                           |                  |        |                         |
| 3 | 3  | «Stan Knows Best» Стэн знает, как лучше                                  | Пэм Кук                 | Майк Бэркер, Мэтт Витзмен                 | 8 мая 2005       | 1AJN03 | 8.23                    |
| Хейли красит свои волосы в зелёный цвет для участия в съезде Партии Зеленых. Но Стэн бреет дочь наголо, пока та спит. После Стэн со своими друзьями едет в клуб, где празднует Хейли, и видит её на сцене, танцующую и по пояс раздетую. Между тем Стив и его друзья размышляют над тем, что они будут делать на школьных танцах. |    |                                                                          |                         |                                           |                  |        |                         |
| 4 | 4  | «Francine’s Flashback» Прошлое Франсин                                   | Калеб Мюрей, Брент Вудс | Рик Виннер, Кен Швартц                    | 15 мая 2005      | 1AJN05 | 7.84                    |
| В полночь, рыбача со своими друзьями, Стэн, в конечном итоге рад, что не находится дома в такой день, как годовщина «Великого боя», потому как в прошлом году и он и Фрэнсин, забыли о годовщине собственной свадьбы. |    |                                                                          |                         |                                           |                  |        |                         |
| 5 | 5  | «Roger Codger» Старик — Роджер                                           | Алльберт Калероз        | Дэн Вэббер                                | 5 июня 2005      | 1AJN04 | 6.09                    |
| Роджер, проснувшись поздно, понимает, что находится на свалке. Он понимает, что вернуться домой без маскировки он просто не может, потому как будет сразу же разоблачен. Отчаянный Роджер решает сменить свой облик, переодевшись пожилой леди. Позже на его пути, произошёл примечательный случай с пожилым человеком, который двигался в том же направлении, что и Роджер, только в тур по Вашингтону.                                  |    |                                                                          |                         |                                           |                  |        |                         |
| 6 | 6  | «Homeland Insecurity» Ненадёжная Родина                                  | Родни Клауден           | Сэм О'Нил, Нил Боушил                     | 12 июня 2005     | 1AJN06 | 6.85                    |
| Фрэнсин решает организовать закрытую вечеринку, чтобы подружиться с соседями. Стэн изучает своих новых соседей (с родственниками в Иране) и немедленно разоблачает в них террористов. Он превращает свой дом в лагерь для интернированных и удерживает их внутри. |    |                                                                          |                         |                                           |                  |        |                         |
| 7 | 7  | «Deacon Stan, Jesus Man» Дьякон Стэн                                     | Джонн Аосима            | Нанатчка Хан                              | 19 июня 2005     | 1AJN07 | 6.55                    |
| В этом эпизоде мы поближе познакомимся с семьей Вайт. Стэн ненавидит отца этой семьи Чака, который постоянно подбивает семью Смитов в церкви. Стэн очень хочет избить его, как и волонтер в церкви. Тем временем у Роджера начался его репродуктивный цикл. |    |                                                                          |                         |                                           |                  |        |                         |
| 8 | 8  | «Bullocks To Stan» Баллок и Стэн                                         | Брент Вудс              | Элисон Макдональд                         | 11 сентября 2005 | 1AJN09 | 7.83                    |
| Когда по состоянию здоровья, один из коллег Стэна покидает свой рабочий пост, Смит получает продвижение по службе. Дома Стэн готовит семейный карнавал, для ЦРУ, потому как это его шанс удивить своего начальника Буллока и раскрепить за собой новый пост. На карнавале Стив находит коммуникатор Дика Чейни (бывший вице-президента США). На следующий день Стэн навещает Буллока дома и с удивлением встречает там и свою дочь Хейли. |    |                                                                          |                         |                                           |                  |        |                         |
| 9 | 9  | «A Smith In The Hand» Рукоблудие Смита                                   | Пэм Кук                 | Дэвид Гэмингсон                           | 18 сентября 2005 | 1AJN10 | 8.60                    |
| Стэн преподает и разъясняет сексуальное воспитание в классе, где учится Стив. По словам отца, все для блага сына, поэтому он показывает демонстрационный фильм о вреде мастурбации. Когда Стив переключает всю свою сексуальную агрессию на выжигание по дереву, Стэн попадает в крайне щекотливую ситуацию. Его крем используется как дополнительная смазка во время мастурбации.                                                        |    |                                                                          |                         |                                           |                  |        |                         |
| 10 | 10 | «All About Steve» Всё о Стиве                                            | Майк Ким                | Крис Маккен, Мэтт Маккен                  | 25 сентября 2005 | 1AJN08 | 7.63                    |
| ЦРУ пытается расшифровать «странный алфавит» («Элвиш»), который стали использовать террористы для взлома компьютеров, контролирующих дамбы, однако специалистам ЦРУ так и не удалось постичь смысл странных писем. Вместо этого они решают, что нужно попрактиковаться в софтбол между отцом и сыном. |    |                                                                          |                         |                                           |                  |        |                         |
| 11 | 11 | «Con Heir» Ложный наследник                                              | Альберт Калероз         | Стив Хели                                 | 2 октября 2005   | 1AJN11 | 7.43                    |
| Ничего человеческое не чуждо Стэну из ЦРУ. Ярким примером этих слов является серия, где он и его коллеги по работе играют в «бумажный футбол» в ожидании нового задания. Но новое задание показалось слишком опасным для семейного человека и Стэн её пропускает. Фрэнсин пытается убедить мужа, что он должен радоваться, что у него есть такая замечательная семья, но приходит Хейли и сообщает что Дедушка Смит умер… умер ли?        |    |                                                                          |                         |                                           |                  |        |                         |
| 12 | 12 | «Stan of Arabia: Part 1» Стэн Аравийский: Часть 1                        | Родни Клауден           | Нанатчка Хан                              | 6 ноября 2005    | 1AJN12 | 7.30                    |
| После ужасно сделанной работы по замещению Джея Лено на юбилейном барбекю Буллока, Стэна отсылают в Саудовскую Аравию. Фрэнсин и Хейли находят там фантастически ужасные условия для женщин. Стив и Стэн наоборот находят там своё счастье и осуществление всех их желаний. |    |                                                                          |                         |                                           |                  |        |                         |
| 13 | 13 | «Stan of Arabia: Part 2» Стэн Аравийский: Часть 2                        | Антони Лиои             | Грэг Томас, Картер Бэйс                   | 13 ноября 2005   | 1AJN13 | 7.74                    |
| Катаясь вокруг по пустыне, Стиву сошло видение Бога, в облике Анжелины Джоли. Позже, когда он вернулся в город, он рассказал людям, что за видение он только что пережил, а они решили закидать его камнями. Фрэнсин исполнила музыкальный номер, снимая и разбрасывая свою одежду, и также была приговорена к закидыванию камнями. |    |                                                                          |                         |                                           |                  |        |                         |
| 14 | 14 | «Stannie Get Your Gun» Стэн и его пистолет                               | Джон Аосима             | Брайан Бойл                               | 20 ноября 2005   | 1AJN14 | 8.19                    |
| Фрэнсин заставила Стэна вспомнить о хороших временах, которые у них были когда Хейли была ещё маленькая. По неосторожности Хейли случайно выстрелила и парализовала Стэна. Тем временем Роджер мстит Стиву, который съел его печеньку, чтобы тот поверил, что его усыновили в семью Смитов. |    |                                                                          |                         |                                           |                  |        |                         |
| 15 | 15 | «Star Trek» Звездный путь                                                | Майк Ким                | Крис Маккен, Мэтт Маккен                  | 27 ноября 2005   | 1AJN15 | 8.80                    |
| Стив пишет роман, базирующийся на образе Роджера. И роман кажется становится очень популярным. Роджер хочет убить Стива за то, что тот представил Роджера неуклюжим в романе. Стив отказывается от своих родителей, но в конце концов возвращается к ним вновь. |    |                                                                          |                         |                                           |                  |        |                         |
| 16 | 16 | «Not Particularly Desperate Housewife» Не особенно отчаянная домохозяйка | Брент Вудс              | Дэнн Вэббер                               | 18 декабря 2005  | 1AJN16 | 7.84                    |
| Фрэнсин пытается присоединиться в группу поддержки под названием «Божьи Коровки». Позже, когда выяснилось, что она не может изменить Стэну, Фрэнсин попыталась покинуть группу. После этого группа угрожала её жизни. |    |                                                                          |                         |                                           |                  |        |                         |
| 17 | 17 | «Rough Trade» Грубая торговля                                            | Пэм Кук                 | Дэвид Цукерман                            | 8 января 2006    | 1AJN17 | N/A                     |
| После тяжелого дня Стэн и Роджер узнали об одной интересной битве, поэтому решили необычно провести эту пятницу. |    |                                                                          |                         |                                           |                  |        |                         |
| 18 | 18 | «Finances With Wolves» Финансы с волками                                 | Альберт Калероз         | Нил Боушел, Сэм О'Нил                     | 29 января 2006   | 1AJN18 | 8.23                    |
| Фрэнсин открывает киоск по продаже кексов, с одобрением Стэна. Сам Стэн в это время возвращает Клаусу его человеческое тело, но как показывает время, это было ужасной ошибкой для Стэна, потому как Клаус пытается соблазнить Френсин. Тем временем сам Стив полагает, что он стал оборотнем, после того как на него напал волк. |    |                                                                          |                         |                                           |                  |        |                         |
| 19 | 19 | «It’s Good To Be Queen» Хорошо быть королевой                            | Родни Клауден           | Элисон Макдональд                         | 26 февраля 2006  | 1AJN19 | 7.70                    |
| В молодости Стэн поклялся сам себе, что станцует с королевой бала в свете прожекторов. Спустя 20 лет его мечта близка к осуществлению. |    |                                                                          |                         |                                           |                  |        |                         |
| 20 | 20 | «Roger 'n' Me» Роджер и Я                                                | Энтони Лиоли            | Рик Виннер, Кенни Швартц                  | 23 апреля 2006   | 2AJN01 | 7.34                    |
| Когда Стэн отправляется в Атланту на вечеринку бакалавров и был выгнан своими так называемыми друзьями, Роджер пытается стать новым лучшим другом Стэна. Их дружба переходит на новый уровень, но когда они возвращаются домой и видят Фрэнсин, то Стэн понимает, что происходящее в Атланте, не обязательно оставлять там. |    |                                                                          |                         |                                           |                  |        |                         |
| 21 | 21 | «Helping Hands» Рука помощи                                              | Калеб Мюрей             | Нанатчка Хан                              | 30 апреля 2006   | 2AJN02 | 6.51                    |
| Стэн хочет помочь Стиву стать более привлекательным и идёт на отчаянный поступок, давая ему стероиды. Но после того как они дают очень неожиданный побочный эффект, Стэн уделяет этому намного больше внимания, чем кто-либо ещё. После того, как Хейли снимает фильм о жизни Фрэнсин — домохозяйки, сама Фрэнсин решительно и твердо решает начать карьеру доктора.                                                                      |    |                                                                          |                         |                                           |                  |        |                         |
| 22 | 22 | «With Friends Like Steve’s» С друзьями Стива                             | Джонн Аосима            | Эрик Дурбин                               | 7 мая 2006       | 2AJN03 | 6.60                    |
| После того как Стив потерял интерес к работе отца, Стэн меняет своё внимание на друга Стива, Барри. Тот же, в свою очередь подставляет Стива и делает всё возможное, чтобы отстранить его от семейных дел. Когда Стив обнаруживает слабость Барри, он применяет весь свой опыт, полученный в ЦРУ, чтобы спасти семью. |    |                                                                          |                         |                                           |                  |        |                         |
| 23 | 23 | «Tears of a Clooney» Слёзы Клуни                                         | Брент Вудс              | Крис Маккен, Мэтт Маккен                  | 14 мая 2006      | 2AJN04 | 6.86                    |
| Когда день рождения Фрэнсин напомнил ей о знаменитом моменте в фильме, украденном Джорджем Клуни, она решила уничтожить звезду. Но когда она решила завоевать сердце Клуни, чтобы позже разбить его, Стэн стал настоящим другом для него и поломал все планы. Тем временем, на заднем дворе, Роджер построил виноградник и создал полулегальный магазин, где на него работали приемные дети.                                              |    |                                                                          |                         |                                           |                  |        |                         |